# Muhàmmad aix-Xafra
Abu-Abd-Al·lah Muhàmmad ibn Alí ibn Fàraj al-Qirbilyaní al-Andalussí (àrab: أبو عبد الله محمد بن علي بن فرج القربلياني الأندلسي, Abū ʿAbd Allāh Muḥammad ibn ʿAlī ibn Faraj al-Qirbilyānī al-Andalusī) (Crevillent, segona meitat del segle xiii - Granada, 1360), més conegut com a Muhàmmad aix-Xafra (àrab: محمد الشفرة, Muḥammad ax-Xafra, de xafra, ‘fulla d'afaitar’ en àrab), va ser un metge-cirurgià andalusí.

## Biografia
Va néixer en la localitat de Crevillent (anomenada aleshores Qirbilyan i pertanyent al Regne de Múrcia, d'aquí la seva nisba d'al-Qirbilyaní) en la segona meitat del segle xiii (el seu any de naixença no s'ha pogut determinar d'una forma exacta, encara que s'estima proper a 1270). Fill del metge herbolari del poble, va aprendre des de la infància les bases de la curació i tractament per mitjà de les plantes de forma empírica.
Posteriorment es va traslladar a València per a formar-se en la teoria i la pràctica de la medicina, cirurgia i tractament de lesions i fractures, on va estudiar amb el metge Abd-Al·lah ibn Siraj. A requeriments de l'arrais de Crevillent va retornar a exercir l'ofici de metge en el seu poble que, després de la conquesta del Regne de Múrcia pels castellans cap a 1245 va tindre un estatus jurídic especial fins a 1318, convertint-se en el principal nucli de població musulmà semi-independent de l'est de la península Ibèrica.
La seva fama va anar augmentant per tot el territori andalusí, sent sol·licitats els seus serveis mèdics per les principals famílies de la noblesa i la reialesa musulmana. Per aquest motiu, i també pel creixent domini cristià, es va traslladar a Granada. Després va entrar al servei del sultà Nasr, de Guadix, al que va guarir d'una greu malaltia. Als quaranta o quaranta-cinc anys, i a causa del clima d'inestabilitat política i militar a l'Àndalus, va moure's al nord d'Àfrica, instal·lant-se en la ciutat marroquina de Fes. Allí va redactar diversos manuscrits de medicina i cirurgia, destacant el Kitab al-istiqsà, un tractat sobre els tumors. De la seva obra es conserven tres manuscrits en la Reial Biblioteca de Fes.
Amb més de vuitanta anys, famós i respectat, aix-Xafra va sentir enyorança per la seva terra, per la qual cosa va retornar al continent europeu a la fi de 1359, detenint-se a Granada, on va morir el 6 de febrer de 1360.